# Étude de pieds et de main
Étude de pieds et de main est un tableau réalisé par le peintre français Théodore Géricault vers 1817-1819. D'un format horizontal, cette huile sur toile est une nature morte qui représente en clair-obscur l'amoncellement ensanglanté de deux jambes et d'un bras issus d'un cadavre démembré de l'hôpital Beaujon, près de Paris. Legs d'Alfred Bruyas en 1876, l'œuvre est conservée au musée Fabre, à Montpellier.

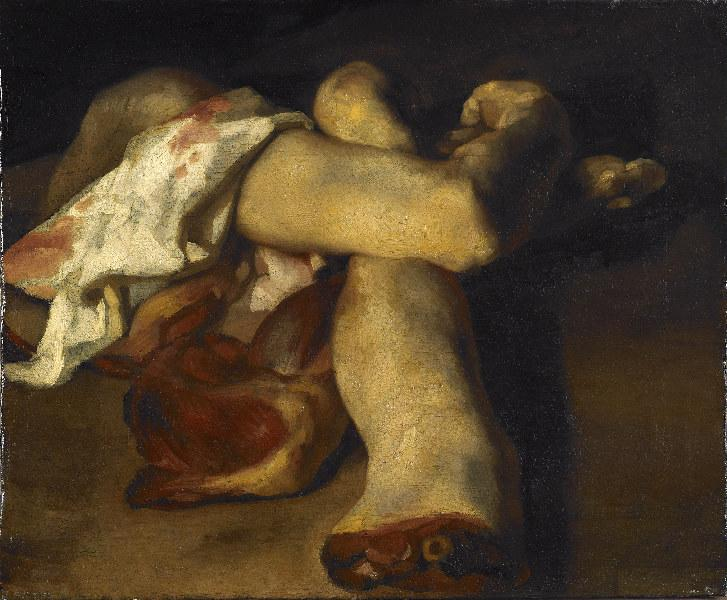
Morceaux anatomiques, 1818-1819 – Musée des Beaux-Arts de Rouen, Rouen.